# محله آدریان
محله آدریان در استان اصفهان، کیلومتر ۵ جاده اصفهان - نجف‌آباد، در شهر خمینی‌شهر (سده) واقع شده‌است.
آدریان دارای مردم خونگرم و مذهبی است و شغل اصلی مردم شریفش بیشتر کشاورزی،حوله بافی است

## مشاغل
افراد این محله در صنعت حوله‌بافی، کشاورزی و غیره کار می‌کنند.

### حوله بافی آدریان
این صنعت با قدمتی ۵۰ ساله از زمانی که به وسیله دستگاه‌های چوبی و با دست در محله آدریان شروع شد و تا الان که به وسیله دستگاه‌های چدنی و پیشرفته در حال اجراست بقای خود را حفظ کرده‌است. حدود ۴۰۰ کارگاه بافندگی، چله‌پیچی و دوزندگی و لب‌دوزی دارد و در هر کارگاه به‌طور متوسط امکان اشتغال برای ۳ تا ۴ نفر وجود دارد. در مجموع با در نظر گرفتن مشاغل وابسته و فعالیت خانم‌های دوزنده که به صورت خانگی فعالیت می‌کنند جمعیتی حدود ۱۵۰۰ نفر را به صورت مستقیم شامل می‌شود.
در محله آدریان در حال حاضر انواع حوله حمامی، دستی، پالتوئی، حجاج و هتلی با وزن‌های مختلف تولید می‌شود؛ تولیداتی که روزگاری نه چندان دور با محصولات شهر تبریز در رقابت بود و در حال حاضر آدریان یکی از تولیدکنندگان عمده تولید حوله حجاج کشور است.